# Бьянка.Музыка
«Бьянка.Музыка» — четвёртый студийный альбом белорусско-российской R&B-исполнительницы Бьянки, выпущенный 25 марта 2014 года.

## Об альбоме
В своей рецензии музыкальный критик Алексей Мажаев пишет, что певица отошла от привычного ей карикатурного стиля «русского народного R&B» и представила более сдержанный симбиоз R&B и эстрадной музыки, взяв лучшее из своего прежнего творчества.
За вошедшую в альбом песню «Я не отступлю» певица была награждена первым в своей карьере «Золотым Граммофоном».

## Список композиций
Слова и музыка всех песен — Бьянка.
| №   | Название                             | Длительность |
| --- | ------------------------------------ | ------------ |
| 1.  | «НогамиРуками»                       | 3:15         |
| 2.  | «Я не отступлю»                      | 3:11         |
| 3.  | «Кроме любви»                        | 3:01         |
| 4.  | «Тише травы»                         | 3:10         |
| 5.  | «С голубыми глазами»                 | 3:02         |
| 6.  | «Бьянка-Музыка»                      | 3:44         |
| 7.  | «Мелодия»                            | 3:17         |
| 8.  | «Алле ТанZен»                        | 3:36         |
| 9.  | «Сосны»                              | 3:07         |
| 10. | «Любимый дождь»                      | 2:56         |
| 11. | «Диджей любви»                       | 3:07         |
| 12. | «Дымом в облака» (при участии Птахи) | 3:57         |
| 13. | «Под музыку хип-хоп»                 | 3:07         |

## Видеоклипы
- Дымом в облака
- Музыка
- Алле ТанZен
- НогамиРуками
- Я не отступлю
- Любимый дождь